# Хаджи Димитър (стадион)
Вижте пояснителната страница за други значения на Хаджи Димитър.
„Хаджи Димитър“ е мултифункционален стадион, намиращ се в Сливен.
Използва се за футболни мачове, чийто домакин е ОФК Сливен 2000. Има капацитет 15 000 души. Размерите на игрището са с дължина 105 м и ширина 68 м. Стадионът е реконструиран през периода 1984-1989 г. и отново през 2009 г. През 2015 г. приема 5 двубоя от Европейското първенство по футбол за юноши до 17 г.